# Gündüzler, Tepebaşı
Gündüzler là một thị trấn thuộc huyện Tepebaşı, tỉnh Eskişehir, Thổ Nhĩ Kỳ. Dân số thời điểm năm 2011 là 1.284 người.